# 电子护照闸门

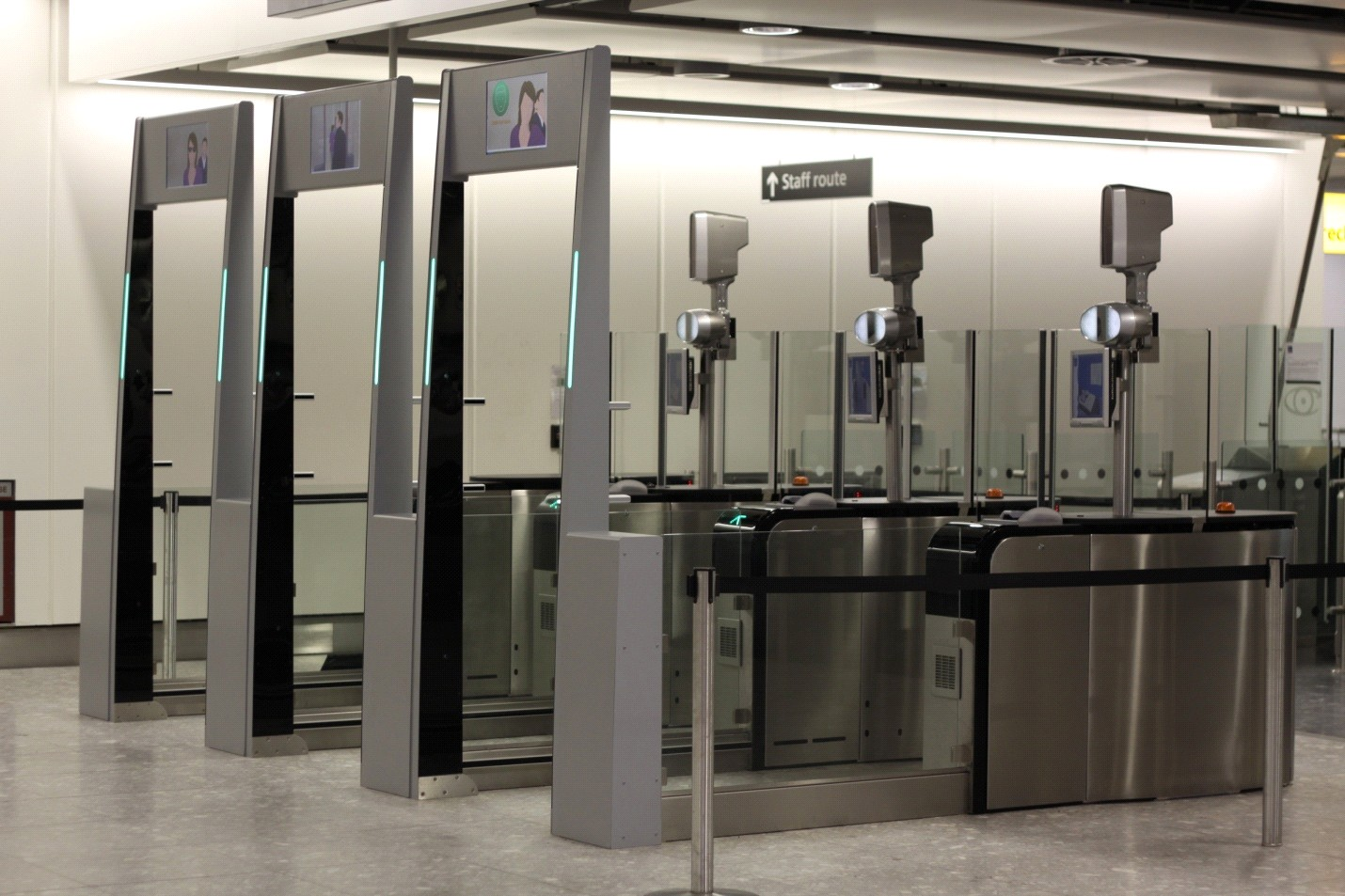
希斯罗机场4号航站楼的电子护照闸门

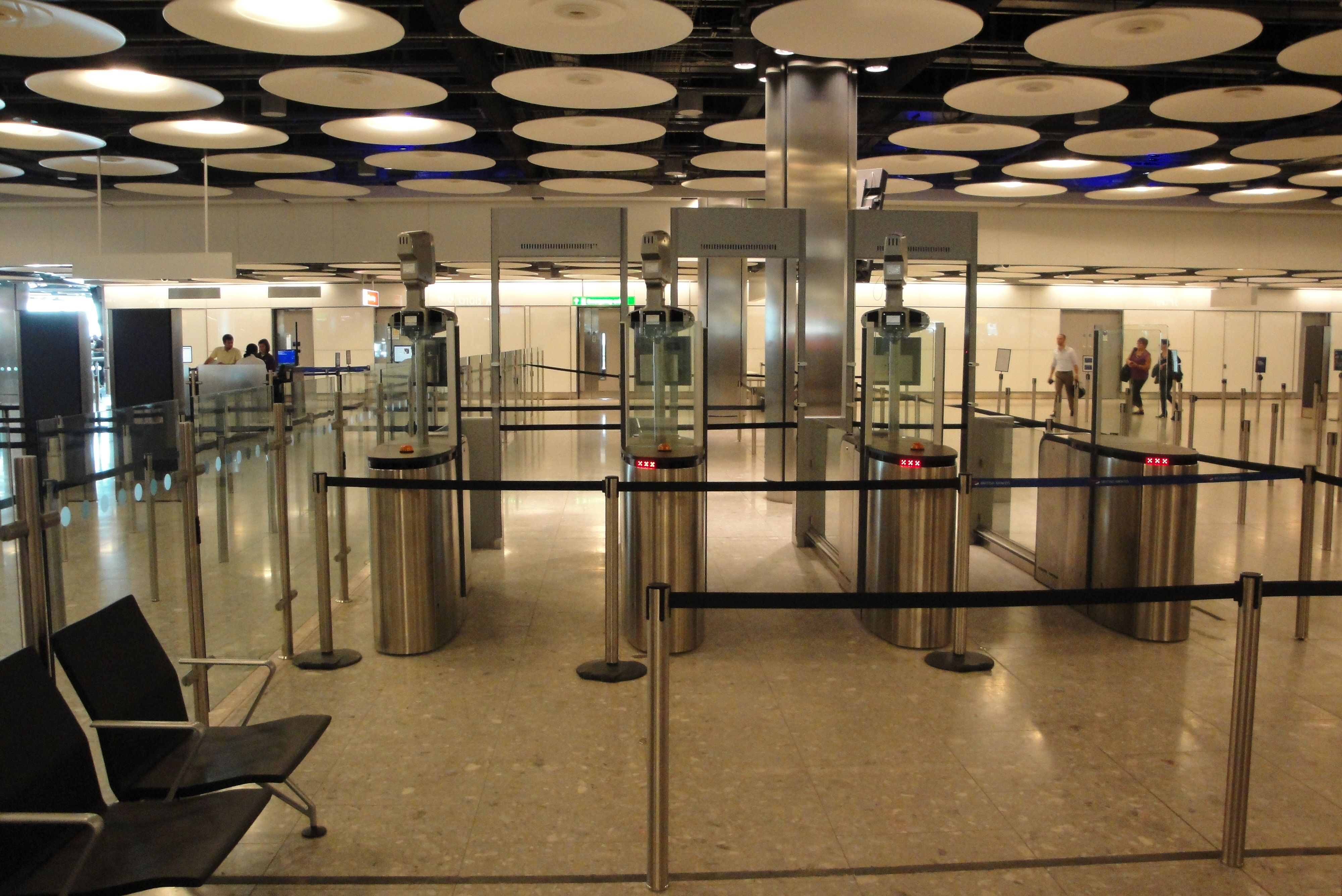
希斯罗机场5号航站楼的电子护照闸门

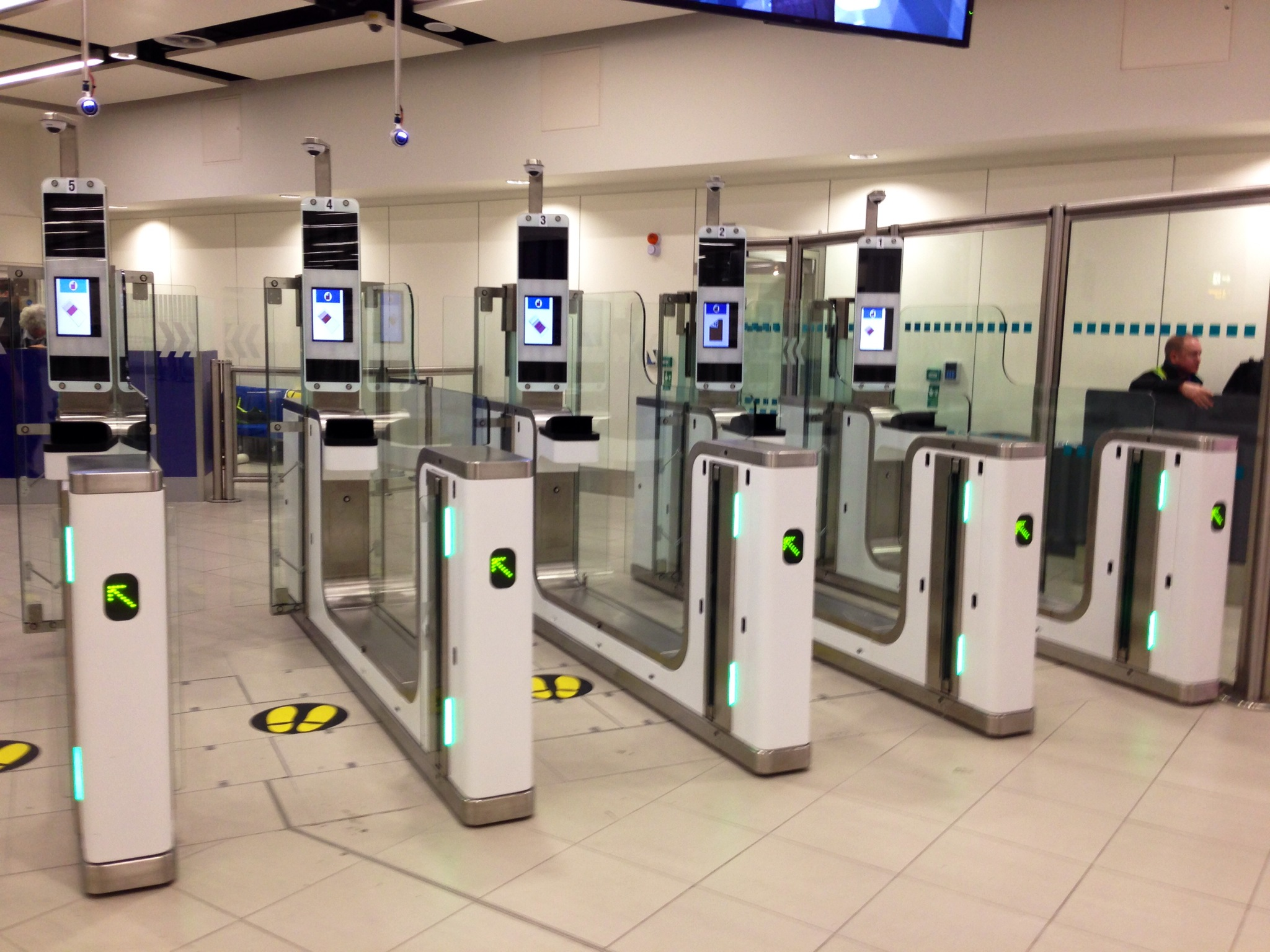
蓋特威克機場南航站楼的电子护照闸门

英国的电子护照闸门（英語：ePassport gates）是英国边防部队运营的一种自助出入境检查系统，配备在英国的部分机场、火车站以及境外的并列管制（Juxtaposed controls，类似香港一地两检或美國境外預先清關）区域，用于帮助减少旅客通关时间以及所需的海关工作人员人数。闸门系统使用了臉部辨識系統来识别旅客，与其带有生物特征信息的电子护照信息进行对比，并进行一系列数据库检验，来评估旅客的风险。通过检查的旅客可以直接被允许入境，存在潜在风险的旅客将被引导与海关移民官员会谈。

## 使用资格
这套系统启用之初，12岁以上、持有下列国家签发的电子生物特征护照（封面有标志）的旅客有资格使用电子护照闸门。不过，这套系统并不接受欧洲经济区签发的其他身份证件。此外，如果旅客持有英国护照，但其国籍栏为英國海外領土公民、英國海外公民、英国臣民、英國國民（海外）或受英國保護人士，则没有资格使用自助闸门。
| - 英国（仅限英国公民） - 欧盟 - 非欧盟的歐洲經濟區国家 - 瑞士 |

自2019年5月22日起，持有下列国家电子生物特征护照的18岁以上（或12岁以上，但有成年人陪护）的旅客，有资格使用电子护照闸门。
| - 澳大利亚 - 加拿大 - 日本 - 新西兰 | - 新加坡 - 韩国 - 美国 |

除此之外，来自以下国家或地区、已加入“注册旅客服务（Registered Traveller Service）”项目、年龄符合前述条件的旅客，凭电子生物特征护照也能使用电子护照闸门。
| - 安道尔 - 阿根廷 - 巴哈马 - 伯利兹 - 波札那 - 巴西 - 文莱 - 智利 - 哥斯达黎加 - 萨尔瓦多 - 危地马拉 | - 梵蒂冈 - 洪都拉斯 - 香港 - 以色列 - 澳门 - 马尔代夫 - 马来西亚 - 墨西哥 - 摩纳哥 - 纳米比亚 - 瑙鲁 | - 尼加拉瓜 - 巴拿马 - 巴布亞新畿內亞 - 巴拉圭 - 圣文森特和格林纳丁斯 - 萨摩亚 - 塞舌尔 - 台湾 - 汤加 - 特立尼达和多巴哥 - 乌拉圭 |

## 入境
成功使用电子闸门进入英国的旅客将作为游客获得6个月的停留期限，但不能受雇佣工作和获取公众福利。他们将不会像使用人工通道那样在护照上获取一个盖章印戳或任何正式的书面确认。如果以上有资格使用电子护照闸门的旅客希望以非游客身份进入英国（从事工作或其他目的），则需要选择使用人工通道，而不能使用这套系统。

## 系统安装情况
下列机场、车站安装了电子护照闸门系统。

| - 伯明翰机场 - 布里斯托機場 - 卡迪夫機場 - 東密德蘭機場 - 愛丁堡機場 - 布鲁塞尔南站（位于比利时境内的并列管制区域) - 巴黎北站（位于法国境内的并列管制区域) - 蓋特威克機場 | - 格拉斯哥机场 - 希思羅機場 - 倫敦城市機場 - 倫敦盧頓機場 - 曼彻斯特机场 - 紐卡素國際機場 - 伦敦斯坦斯特德机场 |